# IIHF Challenge Cup of Asia (muži)
IIHF Challenge Cup of Asia byl mezinárodní turnaj asijských reprezentačních mužstev, která se buď neúčastnila mistrovství světa, nebo hrála v jeho nejnižší divizi. Pomáhal rozvoji ledního hokeje v Asii a klasifikoval asijská mužstva vzhledem k Asijským zimním hrám. Turnaj pořádala Mezinárodní hokejová federace IIHF, a sloužil k tomu, aby národní týmy z asijského kontinentu, které se neúčastnili mistrovství světa v ledním hokeji měly mezinárodní srovnání se soupeři podobné síly. Turnaj mužů se pořádal naposledy v roce 2019, načež se již většina asijských družstev zapojila do turnajů mistrovství světa a v následujících letech se už konaly jen turnaje žen a turnaje v mládežnických kategoriích.

## Přehled turnajů
| Rok  | Pořadatel    | Účast | Divize 1     | Účast | 1. místo  | 2. místo  | 3. místo  | 4. místo | 5. místo  | 6. místo   |
| ---- | ------------ | ----- | ------------ | ----- | --------- | --------- | --------- | -------- | --------- | ---------- |
| 2008 | Kowloon      | 6     | —            | —     | Tchaj-wan | Malajsie  | Hongkong  | Thajsko  | Singapur  | Macao      |
| 2009 | Abú Zabí     | 8     | —            | —     | SAE       | Thajsko   | Malajsie  | Hongkong | Mongolsko | Singapur   |
| 2010 | Tchaj-pej    | 9     | —            | —     | Tchaj-wan | SAE       | Thajsko   | Malajsie | Hongkong  | Mongolsko  |
| 2011 | Kuvajt       | 6     | —            | —     | Hongkong  | SAE       | Thajsko   | Kuvajt   | Macao     | Indie      |
| 2012 | Déhrádún     | 7     | —            | —     | SAE       | Thajsko   | Malajsie  | Kuvajt   | Tchaj-wan | Indie      |
| 2013 | Bangkok      | 10    | —            | —     | Tchaj-wan | Hongkong  | Mongolsko | Kuvajt   | Thajsko   | SAE        |
| 2014 | Abú Zabí     | 6     | Biškek       | 4     | Tchaj-wan | SAE       | Mongolsko | Thajsko  | Hongkong  | Kuvajt     |
| 2015 | Tchaj-pej    | 5     | Kuvajt       | 6     | Tchaj-wan | SAE       | Mongolsko | Thajsko  | Macao     | Kuvajt     |
| 2016 | Abú Zabí     | 5     | Biškek       | 5     | Tchaj-wan | SAE       | Mongolsko | Thajsko  | Singapur  | Kyrgyzstán |
| 2017 | Bangkok      | 5     | Kuvajt       | 4     | SAE       | Mongolsko | Thajsko   | Singapur | Malajsie  | Kuvajt     |
| 2018 | Pasay        | 5     | Kuala Lumpur | 4     | Mongolsko | Thajsko   | Filipíny  | Singapur | Kuvajt    | Malajsie   |
| 2019 | Kuala Lumpur | 7     | —            | —     | Mongolsko | Filipíny  | Singapur  | Malajsie | Indonésie | Macao      |
| 2020 | Singapur     | 6     | —            | —     | —         | —         | —         | —        | —         | —          |

## Přehled účastí
Přehled zobrazuje účast asijských zemí na mužských turnajích IIHF Challenge Cup of Asia. Nejlepší asijské reprezentace byly zapojené do Mistrovství světa a na asijském mistrovství nehrály. I účastníci těchto turnajů se zapojovaly postupně do Mistrovství světa a pokud v daném roce hrály jen na něm, pak je v tabulce fialově uvedeno jejich umístění v Mistrovství světa. Růžově jsou označeny země, které se do roku 2024 do Mistrovství světa nezapojily.
| Země       | 08 | 09 | 10 | 11 | 12 | 13 | 14 | 15 | 16 | 17 | 18 | 19 | 20  |
| ---------- | -- | -- | -- | -- | -- | -- | -- | -- | -- | -- | -- | -- | --- |
| Tchaj-wan  | 1  | Ne | 1  | Ne | 5  | 1  | 1  | 1  | 1  | 46 | 44 | 45 | S3A |
| SAE        | Ne | 1  | 2  | 2  | 1  | 6  | 2  | 2  | 2  | 1  | 49 | 47 | S3A |
| Hongkong   | 3  | 4  | 5  | 1  | Ne | 2  | 5  | 44 | 45 | 44 | 46 | 48 | S3B |
| Mongolsko  | 46 | 5  | 6  | Ne | 46 | 3  | 3  | 3  | 3  | 2  | 1  | 1  | A1  |
| Malajsie   | 2  | 3  | 4  | Ne | 3  | 7  | Ne | 10 | 7  | 5  | 6  | 4  | S4  |
| Thajsko    | 4  | 2  | 3  | 3  | 2  | 5  | 4  | 4  | 4  | 3  | 2  | 49 | S3B |
| Filipíny   | Ne | Ne | Ne | Ne | Ne | Ne | Ne | Ne | Ne | Ne | 3  | 2  | A1  |
| Singapur   | 5  | 6  | 9  | Ne | Ne | 9  | 9  | 7  | 5  | 4  | 4  | 3  | A1  |
| Kuvajt     | Ne | Ne | 7  | 4  | 4  | 4  | 6  | 6  | Ne | 6  | 5  | 51 | S4  |
| Macao      | 6  | 7  | 8  | 5  | 7  | 8  | 7  | 5  | 8  | 9  | 7  | 6  | A1  |
| Indonésie  | Ne | Ne | Ne | Ne | Ne | Ne | Ne | Ne | Ne | Ne | 8  | 5  | A1  |
| Indie      | Ne | 8  | Ne | 6  | 6  | 10 | 10 | 11 | 10 | 7  | 9  | Ne | A1  |
| Kyrgyzstán | Ne | Ne | Ne | Ne | Ne | Ne | 8  | 8  | 6  | Ne | Ne | 52 | S4  |
| Omán       | Ne | Ne | Ne | Ne | Ne | Ne | Ne | 9  | Ne | 8  | Ne | 7  | Ne  |
| Katar      | Ne | Ne | Ne | Ne | Ne | Ne | Ne | Ne | 9  | Ne | Ne | Ne | Ne  |